# Cadoneghe
Cadoneghe település Olaszországban, Veneto régióban, Padova megyében. Lakosainak száma 15 801 fő (2023. január 1.). Cadoneghe Campodarsego, Padova, Vigodarzere és Vigonza községekkel határos.

## Népesség
A település népességének változása:
| Lakosok száma | 16 199 | 16 176 | 15 801 |
|               | 2017   | 2018   | 2023   |